# Paulo Ferraz
Paulo Ferraz (Rondonópolis, 1974) é um poeta, tradutor e editor brasileiro.

## Biografia
Viveu em Cuiabá até 1995, quando se transferiu para São Paulo, onde se graduou na Faculdade de Direito da Universidade de São Paulo, sendo um dos editores das revistas O Onze de Agosto e FNX. Gradou-se também em História e concluiu mestrado em Teoria Literária na Faculdade de Filosofia, Letras e Ciências Humanas da Universidade de São Paulo, com dissertação sobre os fontes e os aspectos da poesia brasileira contemporânea.

## Obras
Em 1999, publicou seu primeiro livro de poemas, Constatação do óbvio, pelo Selo Sebastião Grifo, fundado por ele, Matias Mariani e Pedro Vieira Abramovay. Com ambos, editou ainda a revista Sebastião (o primeiro número em 2001 e o segundo em 2002), com a qual colaboraram Armando Freitas Filho, Waly Salomão, Paulo Henriques Britto, Nelson Ascher, Régis Bonvicino, Frederico Barbosa, Donizete Galvão, Cláudia Roquette-Pinto, Ademir Assunção, Fabio Weintraub, Eduardo Sterzi, Tarso de Melo, entre outros.
Em 2007, lançou dois novos livros: De novo nada (poema de quase 600 versos) e Evidências pedestres, também pelo Selo Sebastião Grifo. De novo nada concorreu na categoria "Melhor Livro" no 3º Prêmio Bravo! Prime de Cultura, em seguida foi adaptado para o teatro por Helder Mariani e encenado no projeto Poetas em Cena. Em 2011, com o título de De nuevo nada foi publicado no México por Mantis Editorial e em 2014 no Equador por El Quirófano Ediciones.
Tem poemas publicados em diversas revistas literárias, tais como CULT, Magma, Sibila, Cacto, Jandira, Rattapallax, Poesia Sempre, Estudos Avançados, Metamorfose, Casulo, Celuzlose; nas antologias Paixão por São Paulo, Antologia Comentada da Poesia Brasileira no Século 21, Multilingual Anthology: The Americas Poetry Festival 2015, Qué será de ti / Cómo vai você: Poesía joven de Brasil e Neue Rundschau 2013/3;  e nos sites Germina Literatura, Poesia.net, Modos de Usar e Poesia dos Brasis.
Foi organizador da antologia Roteiro da poesia brasileira - anos 90, para a qual selecionou 45 poetas que estrearam em livro na década de 1990.
Coordenou com Mantis Editores traduções de diversos poetas contemporâneos mexicanos, encarregando-se de verter para português poetas como Luis Armenta Malpica, José Javier Villarreal, Luis Aguilar, Jorge Fernández Granados, Abigael Bohorques e Jeremias Marquines, alguns deles vencedores do principal prêmio de poesia do México, o Prêmio Aguascalientes. Traduziu ainda a antologia Versiones Acústicas – muestra de poesía mexicana. Como ensaísta, fez apresentações dos livros Sarabanda, de autoria de Ana Rüsche, e Margeando o caos, de Majela Colares, escreveu ainda para a antologia Poesia (Im)PopularBrasileira ensaio sobre Torquato Neto.
Em 2017 foi selecionado pelo 1º edital de livros da Cidade de São Paulo com o livro Vícios de imanência, publicado no ano seguinte e foi um dos semifinalistas do Prêmio Oceanos de 2019.